# Magyar hidegvérű
A magyar hidegvérű a Magyarországon törvényileg védett lófajták közé tartozik.

## Története
A hidegvérű ló erősen eltér melegvérű társaitól. Erősebb a csontozata, nagyobb az izomtömege, lassabb a mozgása; egészében hidegebb, hűvösebb a vérmérséklete. Hidegvérű lovak valószínűleg már a honfoglalás korában is éltek a Kárpát-medencében, de nagyobb mértékű elterjedésük az 1880-as évekre tehető, s először a Dunántúlra volt jellemző. Erre a területre a kereskedés révén kerültek a hidegvérűek Ausztriából. Két tájfajta alakult ki, Vas vármegyében a nagyobb termetű pinkafői, Zala vármegyében a kitartóbb muraközi ló terjedt el.
A szervezett tenyésztés csak 1913 elején indult meg, amikor Vas vármegyében engedélyezték. Belga hidegvérűekkel keresztezték az állományt, így javították a küllemi hibákat. A törzskönyvezés 1922-ben kezdődött. Ekkor már több uradalom is tartott importból származó hidegvérűeket, ám a tenyészetük zárt volt. A kisbirtokosok viszont jobban kedvelték a muraközi típust, amely szinte az egész országban elterjedt, főleg a hegyvidékeken.
A második világháború után az igásállomány pótlására Belgiumból és Franciaországból hoztak ardenni méneket, amelyeket kereszteztek a legjobb típusú kancákkal. Az első törzstenyészet Szentegáton alakult meg 1952-ben. A fajtakialakító keresztezés nyomán jött létre a magyar hidegvérű, amely 1953-ban államilag elismert fajta lett. Mivel igás hasznosítása mindinkább háttérbe szorult, s a 80-as években a hústermelés lépett előtérbe, az állomány nagy részét keresztezték a percheron fajtával, de ez nem mindig vált a magyar hidegvérű hasznára. Ma a Magyar Hidegvérű Lótenyésztő Országos Egyesület a fajtafenntartó szervezet.
A muraközi tájfajta példányait az Állattenyésztési Kutatóintézet gyűjtötte össze és tenyésztette. 1972-ben elismerték hivatalos magyar fajtaként, de a 80-as évek végén tenyésztése megszűnt, és állománya beleolvadt a magyar hidegvérű állományába. 2003-ban, az Őrségi Nemzeti Parkban Kovács Zoltán vezetésével elkezdődött a muraközi ló revitalizációs program, melynek eredményeképpen a muraközit ma a magyar hidegvérű fajta tájfajtájaként ismerték el.

## Tulajdonságai
A magyar hidegvérű lovat kizárólag munkalónak tenyésztették. Így alakult ki a nagy testtömegű, de szilárd szervezetű, mozgékony, hosszabb távra is jól ügető magyar hidegvérű fajta. Jóindulatú, barátkozó természetű, tanulékony. Bottal mért marmagassága méneknél 153–165 cm, kancáknál 150–160 cm. Színe lehet pej, szürke, sárga, fekete és a deres szín különböző változatai.